# Horacio Hidrovo Peñaherrera
Horacio Hidrovo Peñaherrera, né en 1931 à Santa Ana située dans la province de Manabí en Équateur et mort le 8 juin 2012, est un poète et narrateur contemporain équatorien. Professeur de littérature à l'université laïque Eloy Alfaro de Manabí, Horacio Hidrovo Peñaherrera est également directeur de la Culture de cette même université.
« Sa poésie a l'enchantement du cristal buriné et le son d'un clocher fou en pluie d'étoiles. Il capte la beauté muette des choses, que lui seul peut sentir et communiquer. (José Guillermo Vargas) ».[réf. nécessaire]
Horacio Hidrovo Peñaherrera a pris part à divers événements littéraires internationaux au Brésil, en Allemagne, en Colombie, au Mexique, au Pérou, à Cuba, au Venezuela, en Uruguay.
Il a été récompensé, notamment par le Prix national Benjamin Carrión (en), décoration nationale du Mérite littéraire, la Décoration Eloy Alfaro de Manabí et le Prix national de la Culture. Dans sa ville natale, en 2003, la Maison du Poète péruvien lui a décerné une Médaille d'or récompensant l'excellence de son œuvre littéraire et de son dévouement en faveur des échanges culturels favorisant la compréhension entre les peuples. Lors de la VIe Rencontre internationale des poètes, au mois d'août 2010, il a été proclamé Maestro de las Artes y la Amistad.
Invité en décembre 2010 par le Centre culturel Guayasamín de Québec, la Bibliothèque Gabriel-García-Márquez et la Casa latino-américaine de Québec, Horacio Hidrovo Peñaherrera n'a pas pu honorer cette invitation car son visa lui a été refusé.

## Œuvres
- Vivir en Amor (poésie), Équateur, 2000
- Los Trenes de la Infancia (poésie)
- Canto junto al fuego de los siglos, Guayaquil, Casa de la Cultura Eucatoriana, Núcleo del Guayas, 1978
- Los pájaros son hijos del viento, (poésie) dessins et photos : Jorge Loor Giler, Portoviejo, Ecuador, Imprenta y Graficas Ramirez, 1987
- Antología nuevas voces, Quito, Editorial Universitaria, 1969
- Historia de la literatura manabita, Portoviejo, Équateur, Editorial Gregorio, 1974
- El montonero de Montecristi, Équateur, 1992
- La usurpación de la tierra en América Latina, Ramirez, 1991